# Ga Suyeong
Ga Suyeong là ga của Busan Metro Tuyến 2 và Tuyến 3 nằm ở U-dong, quận Suyeong, Busan.

## Liên kết
- Mạng thông tin trạm, Tuyến 2 từ Tổng công ty vận chuyển Busan (tiếng Hàn)
- Mạng thông tin trạm, Tuyến 3 từ Tổng công ty vận chuyển Busan (tiếng Hàn)